# Nikolaus von Vormann
Nikolaus von Vormann (Neumark, 24 de diciembre de 1895 - Prusia Occidental, 26 de octubre de 1959) fue un militar alemán que participó en la Segunda Guerra Mundial con el rango de General der Panzertruppe. Estuvo al mando del 9.º Ejército. También fue condecorado con la Cruz de Caballero de la Cruz de Hierro. Esta condecoración era otorgada para reconocer la extraordinaria valentía en el campo de batalla o el desempeño de un liderazgo militar sobresaliente. 
Es autor de dos libros en las que documenta sus experiencias militares.

## Carrera militar
Nikolaus von Vormann nació en 1895 en Neumark, en la provincia prusiana de Prusia Occidental. En agosto de 1914 se incorporó como voluntario al Ejército de su país como soldado de infantería. En la Primera Guerra Mundial sirvió como teniente en el 26.º Regimiento de Infantería, y en un entrenamiento con granadas de mano perdió el ojo derecho. Tras la Gran Guerra se alistó en una unidad de Freikorps y luego ingresó en el Reichswehr de la República de Weimar, donde alternó los puestos de oficial de Estado Mayor con el mando de unidades. En 1938 fue nombrado primer oficial de Estado Mayor (1a) del X Cuerpo Panzer y, un año después, oficial de enlace del Oberkommando des Heeres (OKH) en el Führerhauptquartier.
Durante la Segunda Guerra Mundial sirvió principalmente en el frente oriental. Ascendió a teniente general el 1 de julio de 1943 mientras dirigía la 23.ª División Panzer. Al mando de esta unidad participó en la operación Wintergewitter (‘Tormenta de Invierno’), el intento fallido del mariscal Erich von Manstein de rescatar al 6.º Ejército atrapado en Stalingrado. 
El 26 de diciembre de ese año tomó el mando del XLVII Cuerpo Panzer, que se vio implicado en otro intento de auxilio de camaradas cercados, esta vez en la bolsa de Korsun-Cherkasy. Su misión era restablecer el contacto con el Cuerpo XI de Wilhelm Stemmermann, que había sido roto tras el ataque por el este del Segundo Frente Ucraniano de Iván Kónev. Para tratar de suturar la brecha abierta por los soviéticos, Von Vormann organizó una maniobra de flanco con tres de sus divisiones Panzer. Sin embargo, a estas alturas de la guerra, todas sus unidades estaban venían ya muy mermadas en hombres y armamento, por lo que el contraataque acabó estancándose y no pudo alcanzar su objetivo. 
Para el general, el responsable último de la derrota final en la batalla de Korsun-Cherkasy fue el propio Adolf Hilter por no haber evitado a tiempo el embolsamiento de sus cuerpos de ejército:

Desde tiempos inmemoriales, dar órdenes que son prácticamente imposibles de cumplir se considera una violación de la ética militar. Lo que se ordenó aquí [en Cherkasy] era imposible de realizar y superaba todas las capacidades humanas.
N. von Vormann

En 1944 comandó brevemente el 9.º Ejército. Durante este breve intervalo, se vio envuelto en la supresión del levantamiento de Varsovia, aunque la responsabilidad principal por la destrucción de la capital polaca y de la masacre de sus habitantes recayó en los generales de las Schutzstaffel Erich von dem Bach-Zelewski y Heinz Reinefarth. El 4 de mayo de 1945, a medida que los Aliados se acercaban durante los últimos días de la guerra, el último nombramiento de von Vormann fue como comandante de una precaria «Fortaleza Alpina» (Alpenfestung).
Por sus dotes como táctico competente y metódico, fue condecorado con la Cruz de Caballero de la Cruz de Hierro. 

### Ascensos
A lo largo de su dilatada carrera desde que ingresó como voluntario el 3 de agosto de 1914, von Vormann fue ascendiendo dentro del escalafón. A continuación se enumeran por orden cronológico los sucesivos ascensos con los que fue recompensado (entre paréntesis, el equivalente aproximado más común en otros ejércitos): 
- 10 de diciembre de 1914: Fahnenjunker (cadete)
- 29 de enero de 1915, con efectos reatroactivos al 18 de enero: Leutnant (teniente)
- 1 de enero de 1926, con efectos retroactivos al 1 de abril de 1925: Oberleutnant (teniente primero)
- 30 de mayo de 1932, con efectos retroactivos al 1 de junio de 1930: Hauptmann (capitán)
- 1 de noviembre de 1935, con efectos retroactivos a 1 de octubre de 1935: Major (mayor/comandante)
- 1 de agosto de 1938: Oberstleutnant (teniente coronel)
- 1 de septiembre de 1940: Oberst (coronel)
- 31 de enero de 1943, con efectos retroactivos al 1 de enero de 1943: Generalmajor (general de división)
- 1 de julio de 1943: Generalleutnant (teniente general)
- 27 de junio de 1944, con efectos retroactivos al 1 de diciembre de 1943: General der Panzertruppe (general de fuerzas blindadas)

### Condecoraciones
- Cruz de Hierro de 2.ª clase y de 1.ª clase (1914)
- Cruz de Caballero con Espadas de la Orden de la Casa de Hohenzollern de Prusia
- Insignia de herido en oro de 1918
- Cruz de Honor
- Premio de la Wehrmacht de 4.ª clase por 4 años de servicio (2 de octubre de 1936); de 3.ª clase por 12 años de servicios (2 de octubre de 1936); de 2.ª clase por 18 años de servicio (2 de octubre de 1936); y de 1.ª clase por 25 años de Servicios (1939)
- Broche de la Cruz de Hierro de 2.ª clase (20 de octubre de 1939) y de 1.ª clase (25 de junio de 1940)
- Medalla del Frente Oriental (25 de julio de 1942)
- Cruz Alemana de Oro (1 de abril de 1942)
- Cruz de Caballero de la Cruz de Hierro como Generalleutnant y comandante de la 23.ª División Panzer[2] (22 de agosto de 1943)
- Menciones de honor en el Wehrmachtbericht: el 4 de noviembre de 1943 y el 20 de febrero de 1944

## Escritos
En su faceta de historiador militar, el general Von Vormann publicó tres libros. En 1954, apareció Tscherkassy [‘Cherkasy’]. Esta obra, que describe las operaciones sobre el terreno de su XLVII Cuerpo Panzer, es considerada uno de los análisis más detallados y reflexivos de la batalla de Korsun-Cherkasy desde el punto de vista de un historiador militar formado en el Estado Mayor; además, es un relato relativamente ecuánime e inusitadamente crítico con las decisiones que adoptaron durante el conflicto sus superiores jerárquicos, desde Otto Wöhler y Hans Speidel hasta el propio Adolf Hitler.  
En 1958 apareció Der Feldzug 1939 in Polen (‘La campaña de 1939 en Polonia’), Por último, en 1998 la editorial Druffel publicó So begann der zweite Weltkrieg - Zeitzeuge der Entscheidung - Als Offizier bei Hitler 22.8.-1.10.1939 [‘Así comenzó la Segunda Guerra Mundial: Testigo de las decisiones (22 de agosto a 1 de octubre de 1939)’]. 

## Fallecimiento
Nikolaus von Vormann murió el 26 de octubre de 1959 en Berchtesgaden.